# Johnson Toribiong
Johnson Toribiong (* 22. července 1946, Airai, Mandátní území Tichomořské ostrovy) je palauský právník a politik. Po vítězství v prezidentských volbách v roce 2008 zastával od 15. ledna 2009 do 17. ledna 2013 funkci prezidenta Palau. Před tím již neúspěšně kandidoval v prezidentských volbách v letech 1992 a 1996. Stejně neúspěšný byl během obhajoby funkce během voleb v roce 2012.

## Životopis

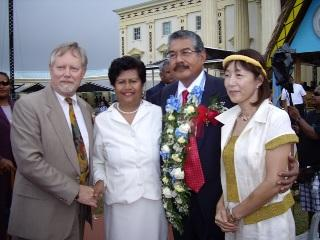
Johnson Tiribiong se svou ženou Valerií během své inaugurace 15. ledna 2009

Johnson Toribiong se narodil v Airai dne 22. července 1946. V letech 1965 až 1966 navštěvoval College of Guam a roku 1972 získal titul Juris Doctor a v roce 1973 titul Master of Laws na Právnické fakultě Washingtonské univerzity. V letech 2001 až 2008 působil jako velvyslanec Palau na Tchaj-wanu.
V roce 1992 poprvé kandidoval v prezidentských volbách. V prvním kole získal 3 188 oproti 3 125 hlasům pro Kuniwa Nakamuru a 2 084 hlasům pro úřadujícího prezidenta Ngiratkela Etpisona. Jelikož však žádný kandidát nezískal více než 50% hlasů, Toribiong a Nakamura postoupili do druhého kola, ve kterém Toribiong prohrál.
Toribiong kandidoval na funkci prezidenta opět v roce 1996 i v roce 2008. Jeho spolukandidátem na post viceprezidenta byl Kerai Mariur, delegát Národního kongresu Palau. Protikandidátem Toribionga během voleb v listopadu 2008 byl úřadující viceprezident Elias Camsek Chin. Toribiong ve volbách uspěl a dne 15. ledna 2009 složil prezidentskou přísahu.